# Alfredo Martini
Alfredo Martini (Sesto Fiorentino, 18 de febrero de 1921 - 25 de agosto de 2014) fue un ciclista italiano, profesional entre 1941 y 1958. Durante su carrera deportiva destacan las victorias en el Giro de los Apeninos (1947), Giro del Piemonte (1950) y una etapa del Giro de Italia (1950).
Finalizó en cinco ocasiones entre los 10 primeros del Giro de Italia, destacando la tercera posición final en la edición de 1950, donde ganó también una etapa.

## Palmarés
1947
- Giro de los Apeninos

1950
- Giro del Piemonte
- 3º del Giro de Italia, más 1 etapa

1951
- 1 etapa de la Vuelta a Suiza

## Resultados en Grandes Vueltas y Campeonatos del Mundo
Durante su carrera deportiva consiguió los siguientes puestos en las Grandes Vueltas y en los Campeonatos del Mundo en carretera:
| Carrera         | 1941 | 1942 | 1943 | 1944 | 1945 | 1946 | 1947 | 1948 | 1949 | 1950 | 1951 | 1952 | 1953 | 1954 | 1955 | 1956 | 1957 | 1958 |
| --------------- | ---- | ---- | ---- | ---- | ---- | ---- | ---- | ---- | ---- | ---- | ---- | ---- | ---- | ---- | ---- | ---- | ---- | ---- |
| Giro de Italia  | -    | -    | -    | -    | -    | 9º   | 6º   | 10º  | 6º   | 3º   | 20º  | 21º  | -    | 46.º | 27º  | -    | -    | -    |
| Tour de Francia | -    | -    | -    | -    | -    | -    | -    | -    | -    | -    | -    | 56.º | -    | -    | -    | -    | -    | -    |
| Vuelta a España | -    | -    | -    | -    | -    | -    | -    | -    | -    | -    | -    | -    | -    | -    | 46.º | -    | -    | -    |
| Mundial en ruta | -    | -    | -    | -    | -    | -    | -    | -    | -    | -    | -    | -    | -    | -    | -    | -    | -    | -    |

-: No participa

Ab.: Abandono